# Anselmo (Nebraska)
Anselmo es una villa ubicada en el condado de Custer en el estado estadounidense de Nebraska. En el Censo de 2010 tenía una población de 145 habitantes y una densidad poblacional de 210,47 personas por km².

## Geografía
Anselmo se encuentra ubicada en las coordenadas 41°37′7″N 99°51′53″O / 41.61861, -99.86472. Según la Oficina del Censo de los Estados Unidos, Anselmo tiene una superficie total de 0.69 km², de la cual 0.69 km² corresponden a tierra firme y (0%) 0 km² es agua.

## Demografía
Según el censo de 2010, había 145 personas residiendo en Anselmo. La densidad de población era de 210,47 hab./km². De los 145 habitantes, Anselmo estaba compuesto por el 98.62% blancos, el 0% eran afroamericanos, el 0% eran amerindios, el 0% eran asiáticos, el 0% eran isleños del Pacífico, el 0% eran de otras razas y el 1.38% pertenecían a dos o más razas. Del total de la población el 2.76% eran hispanos o latinos de cualquier raza.